# Александровка (Острогожский район)
Александровка — хутор в Острогожском районе Воронежской области.
Входит в состав Криниченского сельского поселения.

## Улицы
В посёлке имеются пять улиц — Дачная, Комсомольская, Молодежная, Полевая, Центральная и один переулок — Новый.

## Население
| 2000 | 2005 | 2010 |
| ---- | ---- | ---- |
| 178  | ↘177 | →177 |